# آرامگاه شاهور
بقعه شاهور مربوط به دوره صفوی - دوره قاجار - دوره پهلوی است و در شهرستان اراک، بخش خنداب، دهستان دهچال، روستای قلعه چه (امامزاده) واقع شده و این اثر در تاریخ ۲۸ اسفند ۱۳۸۵ با شمارهٔ ثبت ۱۹۰۲۳ به‌عنوان یکی از آثار ملی ایران به ثبت رسیده است.